# Signy-le-Petit
Signy-le-Petit település Franciaországban, Ardennes megyében. Lakosainak száma 1219 fő (2022. január 1.). Signy-le-Petit Any-Martin-Rieux, Watigny, Brognon, Fligny, La Neuville-aux-Joûtes, Neuville-lez-Beaulieu, Tarzy, Momignies és Chimay községekkel határos.

## Népesség
A település népessége az elmúlt években az alábbi módon változott:
| Lakosok száma | 1592 | 1361 | 1280 | 1284 | 1277 | 1271 | 1243 | 1194 | 1186 | 1219 |
|               | 1968 | 1982 | 1990 | 2006 | 2013 | 2015 | 2017 | 2019 | 2020 | 2022 |